# Design Museum Gent
 (mai 2017).
Si vous disposez d'ouvrages ou d'articles de référence ou si vous connaissez des sites web de qualité traitant du thème abordé ici, merci de compléter l'article en donnant les références utiles à sa vérifiabilité et en les liant à la section « Notes et références ».
Design museum Gent (musée du design de Gand) est un musée situé en Belgique à Gand, présentant une vaste collection de design belge et international.
Le complexe, situé dans le cœur historique de la ville, est composé d'un hôtel de maître du XVIIIe siècle et d'une aile moderne. La collection impressionnante du design belge, entourée par plusieurs pièces internationales, offre un aperçu de l'Art nouveau d'Henry van de Velde à l'esthétique avant-gardiste d'aujourd'hui.

## Contexte historique

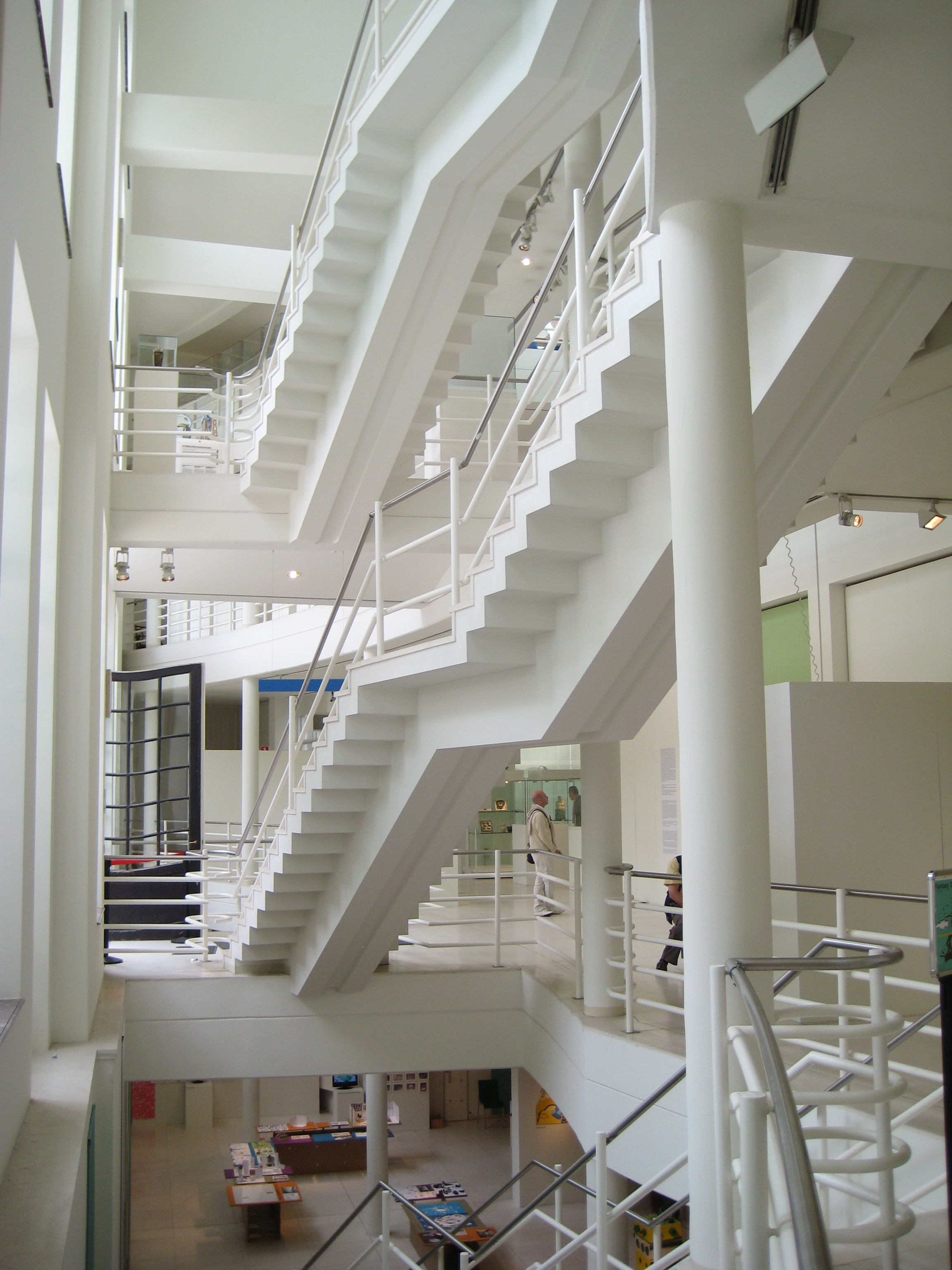
Les escaliers dans le bâtiment 1992 du Design museum Gent.

L'actuel musée du design de Gand trouve son origine en 1903 lorsqu'un groupe d'industriels et amateurs d'art se réunirent au sein de « l'Union des Arts Industriels et Décoratifs ». À l'origine, la collection, entreposée à l'académie municipale de Gand rue Sint-Margrietstraat, comprenait une centaine de pièces de mobilier d'exception ; une série d'objets en céramique, en cuivre et en bronze ; des meubles ainsi qu'une collection importante de textiles. 
En 1913, le besoin d'un nouvel endroit se fit sentir à la suite de l'extension de la collection du musée et d'une série d'acquisitions dans le cadre de l'exposition universelle de 1913 à Gand. Le musée fut par conséquent transféré en 1922 à l'hôtel de Coninck, rue Jan Breydelstraat, que la ville de Gand venait d'acquérir quelques années plus tôt. En 1951, sous l'impulsion du nouveau directeur Adelbert Van de Walle, trois expositions, nommées « Les Salons Nationaux des Meubles Sociaux et Modernes », furent organisées en 1955, 1956 et 1957. Ces événements incitèrent la direction à inviter des fabricants locaux à exposer leurs créations dans des environnements domestiques imaginaires. Les visiteurs pouvaient également y passer commande afin d'acquérir les objets présentés. L'une des conséquences de ces expositions fut de mettre le design moderne à la portée de tous.
En 1958, l' "Union des arts industriels et décoratifs" céda l'administration et la direction du musée à la ville de Gand en raison du fardeau financier devenu trop important. Le musée ferma ses portes de 1958 à 1973 pour permettre sa rénovation. Dès sa réouverture, un projet d'agrandissement fut mis à l'étude. Cette extension, dont l'inauguration a eu lieu en mai 1992, fut conçue par l'architecte gantois Willy Verstraete. Outre des expositions itinérantes, elle abrite un échantillon de la collection du design moderne et contemporain du musée. Dans la partie moderne du bâtiment, un énorme ascenseur hydraulique permet de modifier la hauteur des sols.
De nos jours, le musée se focalise principalement sur le design belge post années 1970. Il a fermé pour quatre ans à partir du 7 mars 2022 et compte rouvrir en octobre 2026 .

## Collection
Le musée commença sa collection avec des pièces d'art appliqué datant des XVIIe et XVIIIe siècles qui représentent les fondements historiques du design contemporain ; celui des années 1860 à nos jours complète la collection. Pour sa collection, le musée du Design de Gand se base sur une série de critères présents à un degré ou à un autre dans le stylisme tels que le caractère contemporain de l'objet, son ergonomie, sa durabilité, son esthétique ainsi que son innovation qui peut transparaitre au travers de la forme de l'objet, de son utilisation, du matériau avec lequel il est conçu ou des techniques de production mises en œuvre. Ces critères peuvent tout aussi bien se trouver sur des objets produits en série que sur des créations uniques. Actuellement, les achats et les expositions sont davantage centrés sur des créations contemporaines ou du XXe siècle.

### Profil de la collection
Depuis 1975, la collection n'a cessé d'augmenter, et compte aujourd'hui près de 22 000 objets. Elle constitue un ensemble varié et cohérent composé de pièces régionales, nationales et internationales. On y retrouve des objets d'arts appliqués ou de design, datant de 1450 à nos jours. Cette collection est la seule en Belgique à montrer de manière compréhensible et cohérente l'évolution des tendances du design depuis l'Art nouveau. La partie « collection historique », qui comprend des pièces de 1450 à 1900, se distingue par sa grande variété de meubles du XVIIIe siècle.
Le proto-design, qui débuta dans les années 1860, constitua une transition vers le design moderne dont la collection débute par de remarquables pièces d'Art nouveau et qui se poursuit jusqu'à notre époque. Les pièces proviennent principalement d'Europe de l'Ouest, et notamment de Belgique, des Pays-Bas, de France, de Scandinavie et d'Italie. La collection se focalise essentiellement sur le design intérieur provenant tant de résidences privées que de bureaux.
Le musée a acquis par donation de la province d'Anvers six pièces présentées à l'Exposition universelle de 1958, dont quatre de la main du designer Alfred Hendrickx, avec des céramiques de Willy Meysmans, deux créateurs originaires de Malines.